# Saint-Avit-Rivière

Saint-Avit-Rivière este o comună în departamentul Dordogne din sud-vestul Franței. În 2009 avea o populație de 79 de locuitori.

## Evoluția populației
| An        | 1975 | 1982 | 1990 | 1999 | 2006 | 2009 |
| --------- | ---- | ---- | ---- | ---- | ---- | ---- |
| Populație | 69   | 71   | 78   | 73   | 84   | 79   |